# Alberto Sainz
Carlos Alberto Sainz (Buenos Aires, 1937. december 13. – 2016. január 16.) argentin válogatott labdarúgó.

## Pályafutása
1958 és 1961 között az Argentinos Juniors, 1962 és 1967 között a River Plate, 1968–69-ben a San Lorenzo Mar de Plata labdarúgója volt. 1961 és 1966 között hat alkalommal szerepelt az argentin válogatottban és részt vett az 1962-es világbajnokságon.